# Bikonta
Bikonta es un grupo de Eukarya que incluye a Archaeplastida (las plantas en sentido amplio), Excavata y al supergrupo SAR. Muchos miembros del grupo, y probablemente su antecesor, presentan dos flagelos obtenidos en un único evento evolutivo. Otro rasgo que caracteriza a Bikonta es la fusión de dos genes: las moléculas timidilato sintasa (TS) y dihidrofolato reductasa (DHFR) son codificadas por un único gen, DHFR-TS. Estas moléculas son codificadas por dos genes independientes en Unikonta. 
Fue propuesto en 1993, cuando que se postuló que el mundo eucariota estaría dividido en dos grandes clados: Bikonta y Unikonta, sin embargo, estudios posteriores sobre filogenia eucariota han dado gran variedad de resultados, por lo que la raíz profunda eucariota aún no está resuelta. 

## Filogenia
Algunos estudios filogenómicos y del proteoma respaldan al clado Bikonta y dan el siguiente resultadoː
|         | Collodictyon-Malawimonas                                                 |
|         |                                                                          |
| Diphoda | \| \| Excavata \| \| \| \| \| \| Corticata o Diaphopretickes \| \| \| \| |
|         | \| \| Excavata \| \| \| \| \| \| Corticata o Diaphopretickes \| \| \| \| |
|         | Excavata                                                                 |
|         |                                                                          |
|         | Corticata o Diaphopretickes                                              |
|         |                                                                          |

|  | Excavata                    |
|  |                             |
|  | Corticata o Diaphopretickes |
|  |                             |

|         | Collodictyon-Malawimonas                                                 |
|         |                                                                          |
| Diphoda | \| \| Excavata \| \| \| \| \| \| Corticata o Diaphopretickes \| \| \| \| |
|         | \| \| Excavata \| \| \| \| \| \| Corticata o Diaphopretickes \| \| \| \| |
|         | Excavata                                                                 |
|         |                                                                          |
|         | Corticata o Diaphopretickes                                              |
|         |                                                                          |

|  | Excavata                    |
|  |                             |
|  | Corticata o Diaphopretickes |
|  |                             |

Otros estudios no avalan la existencia de un clado Bikonta. Por ejemplo, Adl et al. (2012) y Burki (2014) consideran que la raíz de Eukarya podría estar entre Unikonta , Diaphoretickes y Excavata:
|     | \| [E] \| Stramenopiles \| \| \| Stramenopiles \| \| [F] \| Alveolata \| \| \| Alveolata \| |
|     |                                                                                             |
|     | Rhizaria                                                                                    |
|     |                                                                                             |
| [E] | Stramenopiles                                                                               |
|     | Stramenopiles                                                                               |
| [F] | Alveolata                                                                                   |
|     | Alveolata                                                                                   |

| [E] | Stramenopiles |
|     | Stramenopiles |
| [F] | Alveolata     |
|     | Alveolata     |

|     | \| [E] \| Stramenopiles \| \| \| Stramenopiles \| \| [F] \| Alveolata \| \| \| Alveolata \| |
|     |                                                                                             |
|     | Rhizaria                                                                                    |
|     |                                                                                             |
| [E] | Stramenopiles                                                                               |
|     | Stramenopiles                                                                               |
| [F] | Alveolata                                                                                   |
|     | Alveolata                                                                                   |

| [E] | Stramenopiles |
|     | Stramenopiles |
| [F] | Alveolata     |
|     | Alveolata     |

|     | Amoebozoa    |
|     |              |
| [I] | Opisthokonta |
|     | Opisthokonta |

|     | \| [E] \| Stramenopiles \| \| \| Stramenopiles \| \| [F] \| Alveolata \| \| \| Alveolata \| |
|     |                                                                                             |
|     | Rhizaria                                                                                    |
|     |                                                                                             |
| [E] | Stramenopiles                                                                               |
|     | Stramenopiles                                                                               |
| [F] | Alveolata                                                                                   |
|     | Alveolata                                                                                   |

| [E] | Stramenopiles |
|     | Stramenopiles |
| [F] | Alveolata     |
|     | Alveolata     |

|     | \| [E] \| Stramenopiles \| \| \| Stramenopiles \| \| [F] \| Alveolata \| \| \| Alveolata \| |
|     |                                                                                             |
|     | Rhizaria                                                                                    |
|     |                                                                                             |
| [E] | Stramenopiles                                                                               |
|     | Stramenopiles                                                                               |
| [F] | Alveolata                                                                                   |
|     | Alveolata                                                                                   |

| [E] | Stramenopiles |
|     | Stramenopiles |
| [F] | Alveolata     |
|     | Alveolata     |

|     | Amoebozoa    |
|     |              |
| [I] | Opisthokonta |
|     | Opisthokonta |

Leyendas: [A] Eucariota heterótrofo y flagelado ancestral. [B] Aparición de los cloroplastos por endosimbiosis primaria de una cianobacteria. [C] Adquisición de cloroplastos por la endosimbiosis secundaria de un alga roja. [D] Adquisición de cloroplastos por endosimbiosis secundaria de un alga verde. [E] Flagelos heterocontos. [F] Alvéolos corticales. [G] Surco de alimentación ventral. [H] Fusión triple de genes de la biosíntesis de la pirimidina. [I] Flagelo posterior.
Por otro lado, Cavalier-Smith (2010), (2013) y (2014) sitúa la raíz de Eukarya en Excavata, separando Euglenozoa del resto de los excavados, pues los segundos presentan un surco de alimentación ventral con el apoyo de una raíz de microtúbulos del que carecen los primeros:
| <font color="#008800">[B] | Plantae   |
|                           | Plantae   |
| <font color="#008800">[D] | Chromista |
|                           | Chromista |

|     | Amoebozoa    |
|     |              |
| [G] | Opisthokonta |
|     | Opisthokonta |

| <font color="#008800">[B] | Plantae   |
|                           | Plantae   |
| <font color="#008800">[D] | Chromista |
|                           | Chromista |

|     | Amoebozoa    |
|     |              |
| [G] | Opisthokonta |
|     | Opisthokonta |

| <font color="#008800">[B] | Plantae   |
|                           | Plantae   |
| <font color="#008800">[D] | Chromista |
|                           | Chromista |

|     | Amoebozoa    |
|     |              |
| [G] | Opisthokonta |
|     | Opisthokonta |

| <font color="#008800">[B] | Plantae   |
|                           | Plantae   |
| <font color="#008800">[D] | Chromista |
|                           | Chromista |

|     | Amoebozoa    |
|     |              |
| [G] | Opisthokonta |
|     | Opisthokonta |

| <font color="#008800">[B] | Plantae   |
|                           | Plantae   |
| <font color="#008800">[D] | Chromista |
|                           | Chromista |

|     | Amoebozoa    |
|     |              |
| [G] | Opisthokonta |
|     | Opisthokonta |

| <font color="#008800">[B] | Plantae   |
|                           | Plantae   |
| <font color="#008800">[D] | Chromista |
|                           | Chromista |

|     | Amoebozoa    |
|     |              |
| [G] | Opisthokonta |
|     | Opisthokonta |

| <font color="#008800">[B] | Plantae   |
|                           | Plantae   |
| <font color="#008800">[D] | Chromista |
|                           | Chromista |

|     | Amoebozoa    |
|     |              |
| [G] | Opisthokonta |
|     | Opisthokonta |

| <font color="#008800">[B] | Plantae   |
|                           | Plantae   |
| <font color="#008800">[D] | Chromista |
|                           | Chromista |

|     | Amoebozoa    |
|     |              |
| [G] | Opisthokonta |
|     | Opisthokonta |

Leyendas: [A] Eucariota heterótrofo biflagelado y mitocondrias con crestas planas. [B] Aparición de los cloroplastos por endosimbiosis primaria de una cianobacteria. [C] Adquisición de cloroplastos por endosimbiosis secundaria de una alga verde. [D] Adquisición de cloroplastos por endosimbiosis secundaria de una alga roja. [E] Alvéolos corticales. [F] Fusión triple de genes de la biosíntesis de la pirimidina. [G] Flagelo posterior.